# Henri Marteau
Henri Marteau (ur. 31 marca 1874 w Reims, zm. 3 października 1934 w Lichtenbergu) – szwedzki skrzypek pochodzenia francuskiego.

## Życiorys
Zaczął występować jako dziecko, w wieku 10 lat wystąpił w Wiedniu, mając 14 lat grał w Londynie. Uczył się u Jules’a Garcina i Huberta Léonarda w Konserwatorium Paryskim, studia ukończył w 1892 roku z I nagrodą. W latach 1893–1899 odbył podróż koncertową po Stanach Zjednoczonych, Skandynawii i Rosji. W 1900 roku został przyjęty na członka Królewskiej Akademii Muzycznej w Sztokholmie. Od 1900 do 1908 uczył gry na skrzypcach w konserwatorium w Genewie, następnie od 1908 do 1915 jako następca Josepha Joachima w Hochschule für Musk w Berlinie. W latach 1915–1920 był dyrygentem orkiestry w Göteborgu. Wykładał w Deutsche Akademie w Pradze (1921–1924), konserwatorium w Lipsku (1926–1927) i konserwatorium w Dreźnie (od 1928).
Wykonywał głównie muzykę J.S. Bacha i W.A. Mozarta, a także dzieła współczesne, m.in. utwory Maxa Regera, który zadedykował mu swój Koncert skrzypcowy. Zajmował się także komponowaniem, napisał m.in. operę Meister Schwalbe, kantatę La voix de Jeanne d’Arc, Sinfonia gloria naturae na orkiestrę, 2 koncerty skrzypcowe, koncert wiolonczelowy, szereg utworów kameralnych i skrzypcowych.
Posiadał sprezentowane mu przez Huberta Léonarda wartościowe skrzypce „Maggini”, należące kiedyś do cesarzowej Marii Teresy.